# 丝毛石蝴蝶
丝毛石蝴蝶（学名：Petrocosmea sericea），为苦苣苔科石蝴蝶属下的一个种。

## 扩展阅读
維基物種上的相關：丝毛石蝴蝶